# Podkosówka
Podkosówka – potok, prawy dopływ Trzciańskiego Potoku w województwie małopolskim w powiecie bocheńskim. Wypływa na wysokości 536 m na północnych stokach Łopusza w Bytomsku. Spływa początkowo w kierunku północnym, potem zachodnim przez Bytomsko i Łąktę Górną. Przepływa pod mostem drogi wojewódzkiej nr 965 i zaraz za mostem w Łąkcie Górnej uchodzi do Trzciańskiego Potoku na wysokości 274 m.
Podkosówka posiada 2 prawe i 3 lewe dopływy. Największy jest prawobrzeżny dopływ spływający z Muchówki i wzniesienia Paprotna. Zlewnia Podkosówki znajduje się na terenie wsi Bytomsko, Łąkta Górna i Muchówka. Pod względem geograficznym jest to obszar Beskidu Wyspowego i Pogórza Wiśnickiego.